# 引江济汉工程
引江济汉工程是指调引长江水来缓解因南水北调中线工程向中国北方城市调水后致使汉江中下游水量减少状况的一项水利工程，该工程的进水口位于湖北省荆州市李埠镇龙洲垸，在潜江市高石碑镇兴隆水利枢纽工程下游汇入汉江，全长67.23公里。